# Aristillus (krater księżycowy)

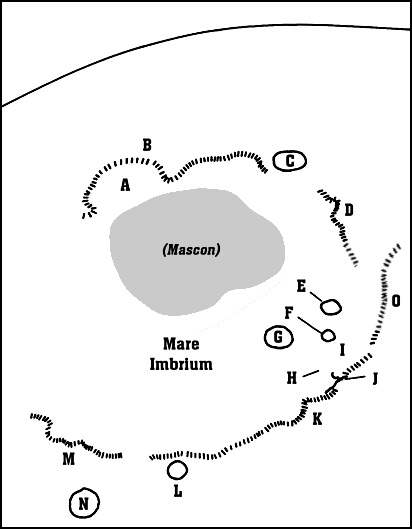
Mapa rejonu Mare Imbrium; Aristillus oznaczony jest literą E (w środku po prawej)

Aristillus – księżycowy krater uderzeniowy położony we wschodniej części Mare Imbrium. Dokładnie na południe od niego leży mniejszy krater Autolykos, a na południowy zachód duży krater Archimedes. Fragment morza księżycowego na południowy zachód nazywany jest Sinus Lunicus. Na północny wschód leżą kratery Theaetetus i Cassini.
Aristillus ma szerokie, nieregularne zbocza zewnętrzne; są one stosunkowo łatwe do zauważenia na tle gładkiej powierzchni morza księżycowego. Uderzenie, które stworzyło krater, rozrzuciło promieniście wokół niego materiał skalny na odległość ponad 600 km. Pierścień krateru ma kształt koła przechodzącego w sześciokąt. Tarasowo ukształtowane wewnętrzne zbocza krateru schodzą do stosunkowo nierównego wnętrza, które nie zostało zalane przez lawę. W środku krateru położony jest masyw trzech skupionych szczytów, które osiągają wysokość około 0,9 km.
W północnych zboczach Aristillusa znajdują się pozostałości pierścienia innego krateru. Jego wnętrze zostało prawie w całości zalane przez lawę z otaczającego go Mare Imbrium, a południowa część krateru jest pokryta wyrzuconym materiałem skalnym z Aristillusa. Wzdłuż wschodniej części wewnętrznych stoków krateru ciągnie się wąski pas rzadko spotykanego ciemnego materiału.
Angielska grupa rocka progresywnego Camel nazwała pierwszą piosenkę swojego albumu Moonmadness imieniem krateru.

## Satelickie kratery
Standardowo formacje te na mapach księżycowych oznacza się przez umieszczenie litery po tej stronie centralnego punktu krateru, która jest bliższa Aristillusowi.
| Aristillus | Szerokość | Długość | Średnica |
| ---------- | --------- | ------- | -------- |
| A          | 33,6° N   | 4,5° E  | 5 km     |
| B          | 34,8° N   | 1,9° W  | 8 km     |